# مورمویژا
مورمویژا (به لاتین: Mūrmuiža) یک روستا در لتونی است که در شهرداری بورینا واقع شده‌است. مورمویژا ۴۹۰ نفر جمعیت دارد.